# 재테크
재테크(財-, 영어: investment)는 기업 또는 개인이 금융수익을 얻기 위해 자산을 투자하여 벌이는 재무활동이다. 기업 및 개인의 자금 조달 및 운용이 목적이다.
재무테크놀러지의 준말로서, 잉여자금으로 증권시장·외환시장에 참여하여 이자·배당금·유가증권 매매수익·외환차익 등으로 기업 수익을 올리는 활동이다. 재테크는 세계적으로 유행하고 있는데, 뉴욕·런던·도쿄의 3시장은 거액의 머니 게임의 장(場)으로 유명하다. 최근에는 개인이 재산 증식을 위해 은행이나 주식, 부동산 등에 전문가적 안목을 갖고 투자하는 행위도 재테크로 간주하고 있다.최근에는 금융상품의 재테크보다 특별한 방식의 재테크가 등장하고 있다. 자신의 취미를 재테크와 융합시킨 것인데 가장 대중적인 재테크로는 '레테크'가 있다. 레테크는 블록 장난감 레고와 재테크를 합친 말로 희소성이 있는 레고를 사들인 뒤 값이 오르면 되파는 것이다. 이 외에 와인 재테크와 곤충 및 식물 재테크 등도 있다. 재테크는 자산을 효율적으로 관리하고 증대시키기 위한 활동으로, 최근에는 주식 및 ETF 투자, 부동산 소액 투자, 가상화폐 투자, 고이율 예적금 등이 많이 활용되고 있습니다. 

## 어원
보유 자금을 효율적으로 운용하여 최대 이익을 창출하는 방법을 의미한다. 한자 ‘재무(財務)’와 영어 ‘(technology)’의 합성어인 ‘재무 테크놀로지’를 줄여 만든 말로 ‘하이 테크놀로지’의 합성 줄임말인 ‘하이테크’를 본떠 만들었다. 재테크는 본래 기업 경영에서 사용되던 용어지만, IMF 외환위기 이후 경제에 대한 관심이 높아지면서 자산을 안전하게 불려나가려는 일반 가계에서도 쓰이게 된 말이다.

## 같이 보기
- 하이테크
- 핀테크
- 주식 투자
- 암호화폐 투자
- 부동산 투자
- 예술품 투자
- 채권 투자
- 금 투자